# Molophilus (Molophilus) sicarius sicarius
Molophilus (Molophilus) sicarius sicarius is een ondersoort van de tweevleugelige Molophilus (Molophilus) sicarius uit de familie steltmuggen (Limoniidae). De ondersoort komt voor in het Neotropisch gebied.